# 에디 로빈슨 (미식축구 감독)

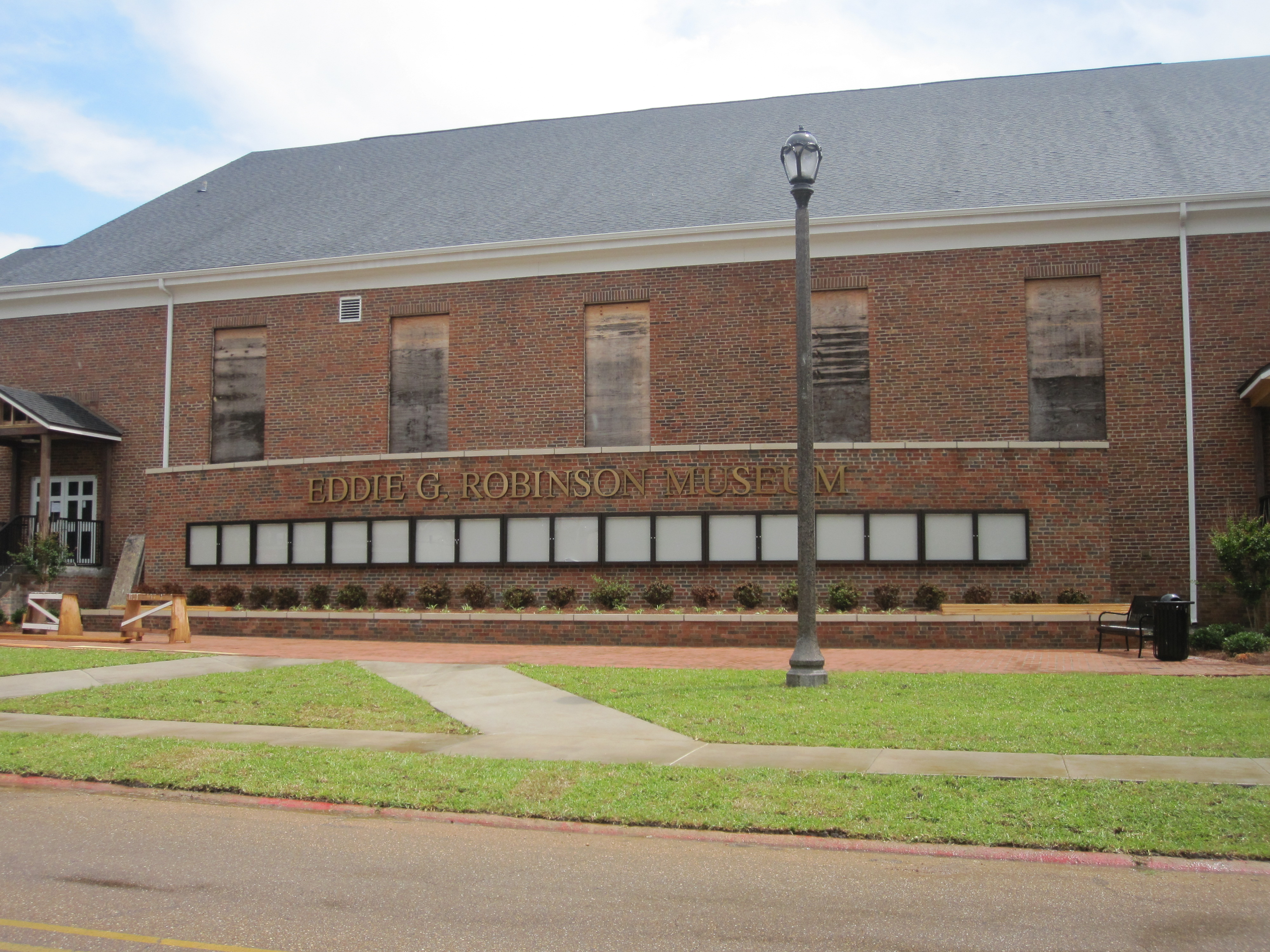
그램블링 주립대학교에 있는 에디 로빈슨 박물관

에드워드 게이 로빈슨 (Edward Gay Robinson, 1919년 2월 13일 ~ 2007년 4월 3일)은 미국의 전 미식축구 감독이었다.
1941년 22세의 나이로 루이지애나주의 그램블링 주립대학교의 감독에 선임되었으며, 1997년까지 56년동안 팀을 이끌며 SWAC 선수권 대회 17회 우승 및 전국 흑인 대학 선수권 대회 9회 우승 등 각종 대회에서 총 45회 우승을 이끌었다. 이 기간 동안 통산 408승 15무 165패의 성적을 기록했으며, 벅 뷰캐넌, 윌리 브라운, 찰리 조아너, 제임스 해리스, 윌리 데이비스, 더그 윌리엄스 등 200여명이 넘는 선수들을 지도하였다.
이후 1997년 감독 자리에서 물러난 뒤 알츠하이머병이 발병해 감독 은퇴를 선언했으며, 투병 생활을 하다가 2007년 4월 3일 러스턴의 링컨 제너럴 병원에서 사망했다.
그의 업적을 기리기 위해 1987년부터 미국 미식축구 기자 협회에서는 매 시즌 디비전 I 최우수 감독에게 에디 로빈슨 상을 수여하고 있으며, 1983년 개장한 그램블링 주립대학교의 홈 경기장의 이름을 에디 로빈슨 경기장으로 명명했다.